# Westerkwartier (Landstrich)

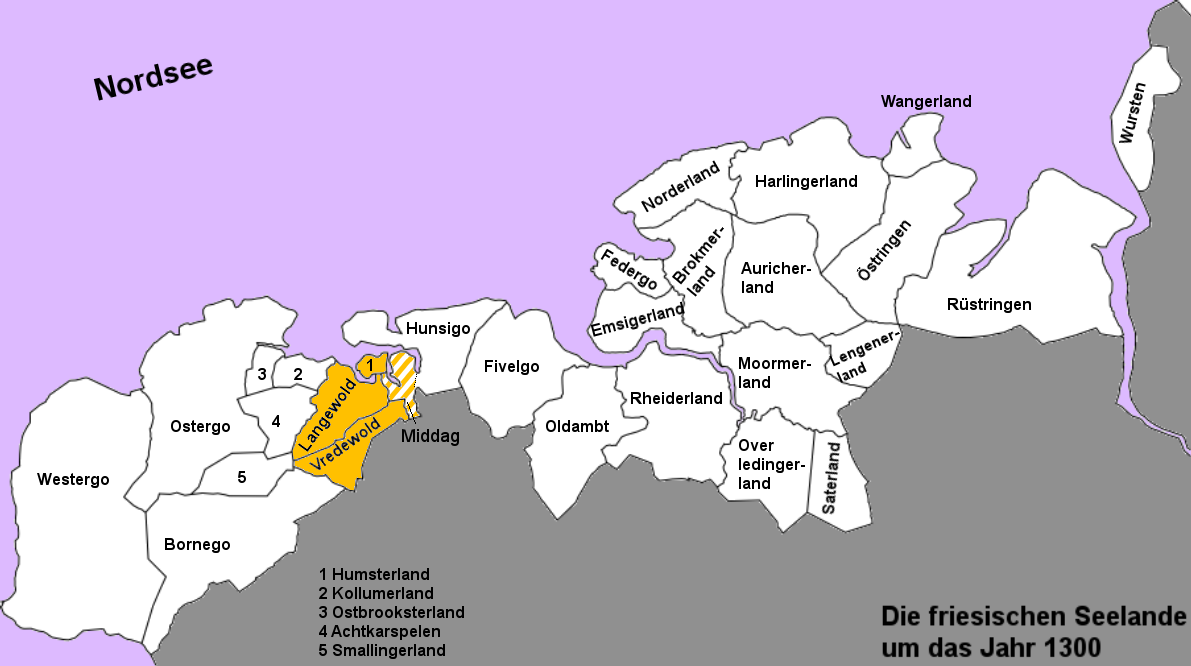
Die Landschaften des späteren Westerkwartiers um das Jahr 1300

Das Westerkwartier (Gronings Westerkwartaar) ist ein Landstrich im Westen der niederländischen Provinz Groningen. Das Gebiet stößt an die Provinzen Friesland und Drenthe und wird innerhalb der Provinz Groningen durch das Reitdiep und die Stadt Groningen begrenzt.
Seinen Namen verdankt es der Tatsache, dass es das westlichste der drei Ommelande ist. Es besteht aus den historischen Landesvierteln Vredewold, Langewold, Humsterland und Middag. Gegenwärtig umfasst das Westerkwartier das Grundgebiet der Gemeinden Leek, Marum, Zuidhorn, Grootegast und eines Teils von Winsum. Bis in das späte Mittelalter waren die oben genannten Landesviertel eigenständige friesische Gaue und jedes für sich ein Mitglied der Ommelander Union.
Der nördliche Teil des Westerkwartiers ist eine der ältesten Kulturlandschaften in Westeuropa. Um das Jahr 800 gehörte es zu den am dichtesten besiedelten Gebieten in den heutigen Niederlanden. Die ehemaligen Inseln Middag und Humsterland sind für das UNESCO-Welterbe vorgeschlagen.
Die größten Orte des Westerkwartiers sind Leek, Zuidhorn und Grijpskerk.

## Sprache
Das Westerkwartier hat mit dem Westerkwartiers innerhalb des Groninger Platts einen typischen niedersächsischen Dialekt, der besonders stark von der gegenüberliegenden Seite der friesisch-groninger Grenze beeinflusst worden ist. Auch im angrenzenden Friesland findet man diesen Dialekt. Im Gegenzug sind die Dörfer Marum, Opende und De Wilp die einzigen Orte in den Niederlanden, in denen außerhalb der Provinz Friesland die Westfriesische Sprache gesprochen wird.